# Anabasis oropediorum
Anabasis oropediorum är en amarantväxtart som beskrevs av René Charles Maire. Anabasis oropediorum ingår i släktet Anabasis och familjen amarantväxter. Inga underarter finns listade i Catalogue of Life.